# Alula Baldassarini
Alula Baldassarini (Roma, 1887 – Buenos Aires, 1975) è stato un ingegnere italiano naturalizzato argentino.

## Biografia
Nacque a Roma nel 1887 in una famiglia benestante. Nel 1909 terminò brillantemente i suoi studi da ingegnere e agrimensore. Emigrò successivamente in Argentina, salpando da Genova a bordo del transatlantico Principessa Mafalda e sbarcando a Buenos Aires.
Divenne celebre progettando numerosissimi edifici a Mar del Plata, per la maggior parte residenze di villeggiatura per l'alta società argentina.
Sebbene i suoi lavori possano essere generalmente inquadrati nel contesto dell'architettura pittoresca, è possibile suddivedere la sua opera in tre fasi distinte: un periodo normanno-classicista (1910-1920), uno anglonormanno e basco-svizzero (1920-1930) e infine la fase del chalet californiano e Baldassarini (1930-1940).
Nel 1938 progettò anche l'imponente Hotel del Mar, del quale però si costruì solo il basamento.

## Opere
- Terminal de tranvías y galpones (Barracas - Buenos Aires)
- Residencia de Carlos Unzué / Casa Criolla (Mar del Plata)
- Edificio de renta Sara Lagos (Buenos Aires)
- Chalet San José
- Chalet Saint-Michel (rimodellamento) (Mar del Plata)
- Villa Susuky (Mar del Plata)
- La Cenicienta (Mar del Plata)
- La Marina (Mar del Plata)
- Chalet Roesli (Mar del Plata)
- Chalet Las Margaritas (Mar del Plata)
- Chalet Smith (Mar del Plata)
- Chalet Bidau (Mar del Plata)
- Chalet Malaver (Mar del Plata)
- Chalet San Patricio (Mar del Plata)
- Chalet Esperanza (Mar del Plata)
- Chalet Roque Suárez (Mar del Plata)
- Chalet La Franca (Mar del Plata)
- Casa Ocantos (Mar del Plata)
- Chalet Urquiza (Mar del Plata)
- Chalet Williams (Mar del Plata)
- Villa Regina (Mar del Plata)
- Chalet Chavance (Mar del Plata)
- Chalet Juan Esteban Vallet (Mar del Plata)
- Chalet Manuela Valdivia de García (Mar del Plata)
- Villa Maitaguirre (Mar del Plata)
- Villa Rafaela (Mar del Plata)
- Iglesia Santa Teresa de Jesús (Martínez - Buenos Aires)
- Chalet Ernesto Bosch (Mar del Plata)
- Chalet Mar y Mar (Mar del Plata)
- Villa Luisa (Mar del Plata)
- Edificio Laprida 1818 (Buenos Aires)
- Chalet Los Tres Chanchitos (Mar del Plata)
- Restaurante La Cabaña (Buenos Aires)
- Templo San Cayetano (Santa Fé)
- Chalet Top Capu (Mar del Plata)
- Chalet Bellvedere (Mar del Plata)
- Chalet Son Vida (Mar del Plata)
- Chalet Amarylis (Mar del Plata)
- Chalet Rose Marie (Mar del Plata)
- Chalet Barrancas de San Isidro (San Isidro - Buenos Aires)
- Quinta La Reja (La Reja - Buenos Aires)
- Edificio Vuelta de Obligado 1779 (Buenos Aires)
- Chalet Lita Mami (Mar del Plata)
- Chalet Baldassarini (Miramar)
- Chalet Solimar (Mar del Plata)
- Hotel La Cumbre (Córdoba)
- Cabaña Baldassarini La Cumbre (Córdoba)